# 岳池彌勒寺
岳池彌勒寺位於四川省岳池縣，文物遺址年代判定為清。2012年7月16日公佈為第八批四川省文物保護單位。
岳池彌勒寺位於四川省岳池縣城北31公里魚峰鄉小學校內。由大殿和左、右廂房組成。坐南朝北。建築面積336.84平方公尺。大殿面闊3間13.3公尺，進深3間13.4公尺，高11.3公尺，重簷，歇山式屋頂，穿斗粱架，小青瓦屋面。左廂房：面闊4間20.6公尺，進深4間7.7公尺，單簷，懸山式屋頂，穿斗梁架，小青瓦屋面。岳池彌勒寺保存較為完整，具有鮮明的清營造法式特色和地方特色，對於研究地方區域的建築類型和建築特點提供實物材料。1989年，岳池彌勒寺被岳池縣人民政府公佈為縣級文物保護單位；2011年，岳池彌勒寺被廣安市人民政府公佈為市級文物保護單位。